# Toursko Roudari
Toursko Roudari (en macédonien Турско Рудари) est un village du nord-est de la Macédoine du Nord, situé dans la municipalité de Probichtip. Le village comptait 185 habitants en 2002.

## Démographie
Lors du recensement de 2002, le village comptait :
- Macédoniens : 185